# Giải vô địch bóng đá nữ châu Âu 2009
Giải vô địch bóng đá nữ châu Âu 2009 hay Women's Euro 2009, diễn ta tại Phần Lan từ 26 tháng 10 tới 13 tháng 11 năm 2009.
Đội tuyển nữ Đức lên ngôi vô địch lần thứ bảy sau khi thắng Anh với tỉ số 6–2 trong trận chung kết. Inka Grings của Đức giành danh hiệu vua phá lưới.

## Vòng loại

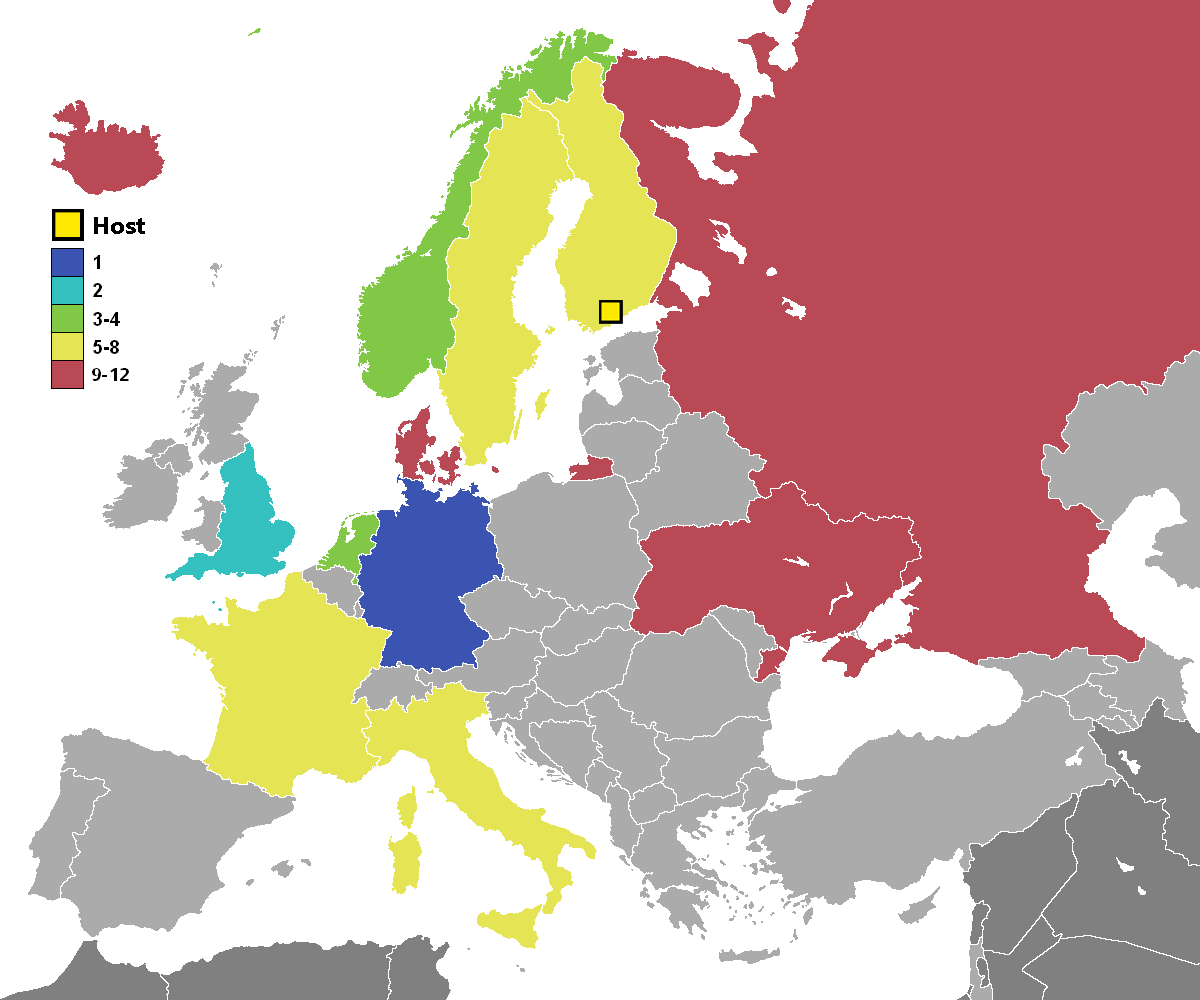
Các đội tham dự

45 đội cạnh tranh cho 11 suất tại vòng chung kết; các đội vượt qua vòng loại và chủ nhà gồm:
| Quốc gia  | Tư cách             | Ngày vượt qua        | Các lần tham dự trước1                             |
| --------- | ------------------- | -------------------- | -------------------------------------------------- |
| Phần Lan  | Chủ nhà             | 11 tháng 7 năm 2006  | 1 (2005)                                           |
| Anh       | Nhất bảng 1         | 2 tháng 10 năm 2008  | 5 (1984, 1987, 1995, 2001, 2005)                   |
| Thụy Điển | Nhất bảng 2         | 1 tháng 10 năm 2008  | 7 (1984, 1987, 1989, 1995, 1997, 2001, 2005)       |
| Pháp      | Nhất bảng 3         | 27 tháng 9 năm 2008  | 3 (1997, 2001, 2005)                               |
| Đức       | Nhất bảng 4         | 1 tháng 10 năm 2008  | 7 (1989, 1991, 1993, 1995, 1997, 2001, 2005)       |
| Đan Mạch  | Nhất bảng 5         | 1 tháng 10 năm 2008  | 6 (1984, 1991, 1993, 1997, 2001, 2005)             |
| Na Uy     | Nhất bảng 6         | 2 tháng 10 năm 2008  | 8 (1987, 1989, 1991, 1993, 1995, 1997, 2001, 2005) |
| Ý         | Thắng trận play-off | 29 tháng 10 năm 2008 | 8 (1984, 1987, 1989, 1991, 1993, 1997, 2001, 2005) |
| Nga       | Thắng trận play-off | 30 tháng 10 năm 2008 | 2 (1997, 2001)                                     |
| Ukraina   | Thắng trận play-off | 30 tháng 10 năm 2008 | 0 (lần đầu tham dự)                                |
| Iceland   | Thắng trận play-off | 30 tháng 10 năm 2008 | 0 (lần đầu tham dự)                                |
| Hà Lan    | Thắng trận play-off | 30 tháng 10 năm 2008 | 0 (lần đầu tham dự)                                |

1 Các năm in đậm là năm đội đó vô địch. Các năm in nghiêng là năm nước đó là chủ nhà

## Tóm tắt giải đấu

### Lượt trận một – 23–25 tháng 8

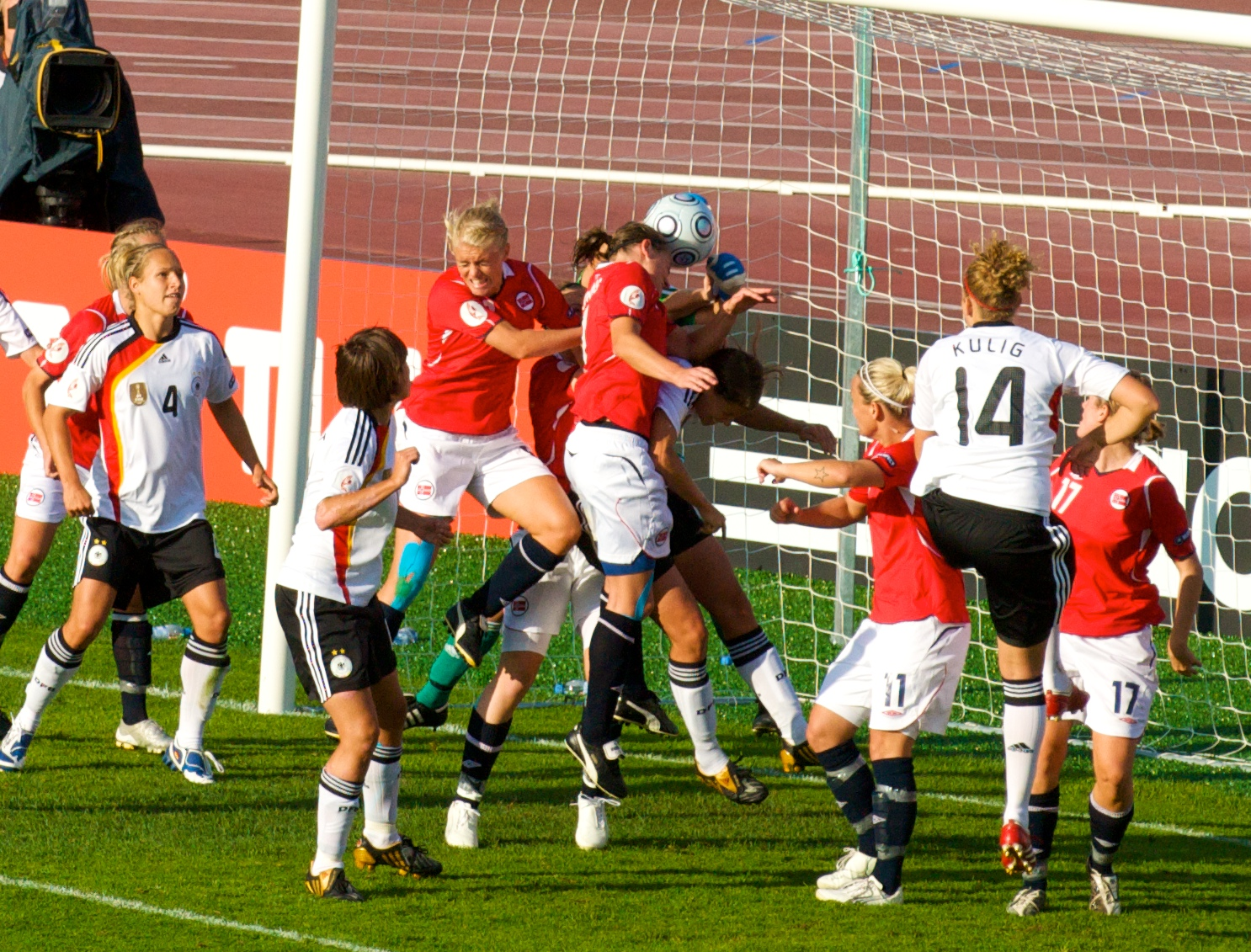
Đức gặp Na Uy tại Tampere ngày 24 tháng 8.

Trong lượt trận mở màn bảng A, Phần Lan và Hà Lan tỏ ra chiếm ưu thế. Các bàn thắng của Kirsten van de Ven và Karin Stevens mang về chiến thắng 2–0 cho người Hà Lan trước Ukraina. Trong trận đấu trên sân Olympic tại Helsinki, chủ nhà Phần Lan mở màn chiến dịch của họ với chiến thắng 1–0 trước đối thủ Đan Mạch với bàn thắng quốc tế đầu tiên trong sự nghiệp của Maija Saari.
Tại bảng B đương kim vô địch thế giới và châu Âu Đức vượt qua Na Uy, đội bóng cũng được đánh giá rất cao, với tỉ số đậm 4–0. Đương kim vô địch dẫn trước từ khá sớm tuy nhiên phải tới những phút bù giờ họ mới có thể ghi thêm ba bàn thắng để vươn lên ngôi đầu bảng B. Ở trận đấu còn lại Pháp khởi đầu với cuộc lội ngược dòng đánh bại Iceland 3–1.
Bảng C chứng kiến bất ngờ khi Anh thất thủ 2–1 trước Ý. Anh dẫn trước 1–0 bằng quả phạt đền của Williams trước khi hiệp một kết thúc tuy nhiên Panico và Tuttino giúp Ý giành trọn ba điểm, trong khi Anh rời sân với chỉ 10 người sau thẻ đỏ của Casey Stoney. Thụy Điển có chiến thắng 3–0 trong cuộc đối đầu với Nga.

### Lượt trận hai – 26–28 tháng 8
Phần Lan nối tiếp phong độ ở trận đấu trước đó bằng thắng lợi 2–1 khi chạm trán Hà Lan. Kalmari lập cú đúp đưa đội chủ nhà lên ngôi đầu bảng A. Trước đó đội tuyển Ukraina để Đan Mạch vượt qua với tỉ số 2–1, đồng thời chấm dứt hy vọng lọt vào tứ kết.
Đức giành tấm vé vào vòng sau của bảng B nhờ thắng lợi hủy diệt 5–1 trước người Pháp. Na Uy trở lại sau thất bại ngày ra quân bằng chiến thắng tối thiểu trước Iceland, đồng thời loại luôn đội bóng này.
Ở bảng C, Thụy Điển trở thành đội thứ ba vào tứ kết với thắng lợi 2–0 trước Ý nhờ hai bàn thắng trong hai mươi phút đầu tiên. Chiến thắng của Thụy Điển đồng nghĩa với việc nếu đội tuyển Anh thua cuộc trước Nga, họ sẽ phải lần thứ ba liên tiếp rời cuộc chơi từ vòng bảng Euro. Nguy cơ đó càng được khẳng định sau khi Ksenia Tsybutovich và Olesya Kurochkina thay nhau lập công giúp Nga vượt lên với tỉ số 2–0. Tuy nhiên đây lại là khởi đầu của điều kỳ diệu mà người Anh tạo ra sau đó. Karen Carney rút ngắn cách biệt và chỉ mười phút sau chính cô là người chuyền bóng để Aluko cân bằng tỉ số. Hai phút trước giờ nghỉ giữa giờ Kelly Smith ghi bàn ấn định chiến thắng. Với cục diện này Anh và Nga còn nguyên hy vọng lọt vào tứ kết.

### Lượt trận ba – 29–31 tháng 8
Do trận đấu giữa Ukraina và Phần Lan chỉ còn mang ý nghĩa thủ tục, đội chủ nhà có nhiều sự thay đổi trong đội hình xuất phát. Ukraina tận dụng điều này và nói lời chia tay giải vô địch châu Âu đầu tiên của mình bằng thắng lợi 1–0. Trong khi đó ở trận quyết đấu của bảng A, Hà Lan vuơn lên dẫn trước 2–0 trước Đan Mạch. Rasmussen rút ngắn cách biệt cho đại diện Bắc Âu tuy nhiên đó là tất cả những gì Đan Mạch làm được. Hà Lan bước tiếp vào vòng sau trong khi Đan Mạch phải chờ kết quả các bảng còn lại.
Ở bảng B, Đức đứng đầu với chín điểm tuyệt đối bằng chiến thắng 1–0 trước Iceland. Trong khi đó trận hòa 1–1 còn lại giữa Na Uy và Pháp giúp cả hai dắt tay nhau vào vòng sau.
Tại bảng C, Ý tiếp tục cuộc chơi với chiến thắng 2–0 trước Nga, đội rời giải với vị trí cuối bảng. Ở trận đấu cùng giờ Thụy Điển duy trì ngôi đầu với trận hòa 1–1 trong cuộc chạm trán với Anh. Kết quả này giúp Anh lọt vào vòng sau, đồng thời chấm dứt những hy vọng của Đan Mạch ở bảng A.

### Tứ kết – 3–4 tháng 9
Trong trận tứ kết đầu tiên Phần Lan bị Anh vươn lên dẫn trước trong hiệp một bởi pha lập công của Eniola Aluko. Williams nhân đôi cách biệt cho Anh ngay đầu hiệp hai trước khi đội chủ nhà rút ngắn cách biệt nhờ công của Sjölund. Chỉ một phút sau Aluko lấy lại thế dẫn trước hai bàn cho người Anh. Bàn thắng của Sällström sau đó là không đủ và Phần Lan buộc phải rời giải đấu.
Ở trận tứ kết thứ hai Pháp và Hà Lan hòa nhau trong 120 phút thi đấu khiến hai đội phải giải quyết thắng thua bằng loạt luân lưu. Sau tám cú sút trúng đích đầu tiên của cả hai bên, mỗi đội lại thực hiện hỏng quả penalty tiếp theo của mình. Tuy vậy Pháp mắc sai lầm ở loạt sút tiếp theo và đành nhìn Hà Lan lọt vào bán kết gặp Anh.
Trong loạt trận tứ kết ngày thứ Sáu, Đức dẫn 2–0 nhờ cú đúp của Grings, người đang dẫn đầu trong cuộc đua săn bàn. Patriza Panico thắp lên hy vọng cho Ý đồng thời buộc người Đức phải chống đỡ trong những phút còn lại. Tuy vậy đội đương kim giữ cúp vẫn đứng vững và giữ nguyên tỉ số 2–1.
Trong trận tứ kết cuối cùng, hai bàn trong hiệp một và một bàn trong hiệp hai giúp Na Uy đánh bại Thụy Điển 3–1 để tiến vào bán kết, nơi họ mong chờ sẽ đòi lại món nợ thua 4–0 ở vòng bảng với Đức.

### Bán kết – 6–7 tháng 9
Anh đối đầu với Hà Lan trong trận đấu đầu tiên. Anh phá vỡ thế bế tắc ở phút 61 do công của Kelly Smith trước khi Marlous Pieëte lập lại thế quân bình. Tỉ số 1–1 buộc hai đội phải bước vào hiệp phụ, nơi Jill Scott ghi bàn thắng quyết định cho Anh bốn phút trước khi hết giờ.
Ở trận bán kết còn lại, Na Uy dù dẫn bàn từ khá sớm nhưng sự trở lại mạnh mẽ của Đức trong hiệp hai khiến giấc mơ chung kết của họ tan vỡ. Trong khi đó Đức đứng trước cơ hội bảo vệ thành công danh hiệu của mình lần thứ tư liên tiếp.

### Chung kết – 10 tháng 9
Anh cố gắng kiểm soát thế trận ngay từ đầu, tuy nhiên họ lại bị thủng lưới ngay trong đợt tấn công của Đức ở phút thứ 20 và chỉ hai phút sau Melanie Behringer đưa Đức vươn lên dẫn 2–0 nhờ cú sút xa đẹp mắt. Anh gỡ lại hai phút sau đó nhờ công của Carney. Hiệp hai Anh tiếp tục thế trận tấn công trong khi Đức thu mình chờ cơ hội phản công. Tuy nhiên Đức vẫn là đội có bàn thắng trước của Kim Kulig, trong khi Anh có câu trả lời bằng bàn thắng của Kelly Smith. Tuy nhiên sau khi Grings ghi bàn thứ tư cho Đức, các cầu thủ Anh dường như không còn ý chí chiến đấu. Điều này giúp Đức dễ dàng có hai bàn nữa để lần thứ bảy đăng quang tại các kỳ Euro. Đây là trận chung kết có nhiều bàn thắng nhất cũng như có cách biệt thắng thua lớn nhất kể từ khi giải được tổ chức.

## Kết quả
Giờ thi đấu là giờ địa phương (EEST/UTC+3)

### Vòng bảng
Hai đội đứng đầu mỗi bảng cùng hai đội xếp thứ ba xuất sắc nhất tiến vào vòng tứ kết.
Nếu hai hay nhiều đội bằng điểm nhau, thứ tự ưu tiên sau được tính đến: (a) số điểm giành được cao hơn trong các trận đối đầu trực tiếp giữa các đội, (b) hiệu số bàn thắng cao hơn trong các trận đối đầu trực tiếp giữa các đội (c) số bàn thắng ghi được cao hơn trong các trận đối đầu trực tiếp giữa các đội, (d) hiệu số bàn thắng cao hơn trong tất cả các trận vòng bảng, (e) số bàn thắng ghi được cao hơn, (f) Xếp hạng Fair Play, (g) bốc thăm.

#### Bảng A
| Đội      | Tr | T | H | B | BT | BB | HS | Đ |
| -------- | -- | - | - | - | -- | -- | -- | - |
| Phần Lan | 3  | 2 | 0 | 1 | 3  | 2  | +1 | 6 |
| Hà Lan   | 3  | 2 | 0 | 1 | 5  | 3  | +2 | 6 |
| Đan Mạch | 3  | 1 | 0 | 2 | 3  | 4  | −1 | 3 |
| Ukraina  | 3  | 1 | 0 | 2 | 2  | 4  | −2 | 3 |

| Ukraina | 0-2      | Hà Lan                     |
| ------- | -------- | -------------------------- |
|         | Chi tiết | van de Ven 4' · Stevens 9' |

| Phần Lan  | 1–0      | Đan Mạch |
| --------- | -------- | -------- |
| Saari 49' | Chi tiết |          |

| Ukraina          | 1–2      | Đan Mạch                     |
| ---------------- | -------- | ---------------------------- |
| Apanaschenko 63' | Chi tiết | Sand Andersen 49' · Pape 87' |

| Hà Lan         | 1–2      | Phần Lan                  |
| -------------- | -------- | ------------------------- |
| van de Ven 25' | Chi tiết | Österberg Kalmari 7', 69' |

| Phần Lan | 0–1      | Ukraina   |
| -------- | -------- | --------- |
|          | Chi tiết | Pekur 69' |

| Đan Mạch         | 1–2      | Hà Lan               |
| ---------------- | -------- | -------------------- |
| J. Rasmussen 71' | Chi tiết | Smit 58' · Melis 66' |

#### Bảng B
| Đội     | Tr | T | H | B | BT | BB | HS | Đ |
| ------- | -- | - | - | - | -- | -- | -- | - |
| Đức     | 3  | 3 | 0 | 0 | 10 | 1  | +9 | 9 |
| Pháp    | 3  | 1 | 1 | 1 | 5  | 7  | −2 | 4 |
| Na Uy   | 3  | 1 | 1 | 1 | 2  | 5  | −3 | 4 |
| Iceland | 3  | 0 | 0 | 3 | 1  | 5  | −4 | 0 |

| Đức                                                       | 4–0      | Na Uy |
| --------------------------------------------------------- | -------- | ----- |
| Bresonik 33' (ph.đ.) · Bajramaj 90', 90+4' · Mittag 90+2' | Chi tiết |       |

| Iceland         | 1–3      | Pháp                                                  |
| --------------- | -------- | ----------------------------------------------------- |
| Magnúsdóttir 6' | Chi tiết | Abily 18' (ph.đ.) · Bompastor 53' (ph.đ.) · Nécib 67' |

| Pháp       | 1–5      | Đức                                                                              |
| ---------- | -------- | -------------------------------------------------------------------------------- |
| Thiney 51' | Chi tiết | Grings 9' · Krahn 17' · Behringer 45+ 1' · Bresonik 47' (ph.đ.) · Laudehr 90+ 1' |

| Iceland | 0–1      | Na Uy        |
| ------- | -------- | ------------ |
|         | Chi tiết | Pedersen 45' |

| Đức        | 1–0      | Iceland |
| ---------- | -------- | ------- |
| Grings 50' | Chi tiết |         |

| Na Uy         | 1–1      | Pháp      |
| ------------- | -------- | --------- |
| Storløkken 4' | Chi tiết | Abily 16' |

#### Bảng C
| Đội       | Tr | T | H | B | BT | BB | HS | Đ |
| --------- | -- | - | - | - | -- | -- | -- | - |
| Thụy Điển | 3  | 2 | 1 | 0 | 6  | 1  | +5 | 7 |
| Ý         | 3  | 2 | 0 | 1 | 4  | 3  | +1 | 6 |
| Anh       | 3  | 1 | 1 | 1 | 5  | 5  | 0  | 4 |
| Nga       | 3  | 0 | 0 | 3 | 2  | 8  | −6 | 0 |

| Ý                        | 2–1      | Anh                  |
| ------------------------ | -------- | -------------------- |
| Panico 56' · Tuttino 82' | Chi tiết | Williams 38' (ph.đ.) |

| Thụy Điển                                    | 3–0      | Nga |
| -------------------------------------------- | -------- | --- |
| Rohlin 5' · Sandell Svensson 15' · Seger 82' | Chi tiết |     |

| Ý | 0–2      | Thụy Điển                |
| - | -------- | ------------------------ |
|   | Chi tiết | Schelin 9' · Asllani 19' |

| Anh                                   | 3–2      | Nga                             |
| ------------------------------------- | -------- | ------------------------------- |
| Carney 24' · Aluko 32' · K. Smith 42' | Chi tiết | Tsybutovich 2' · Kurochkina 22' |

| Nga | 0–2      | Ý                            |
| --- | -------- | ---------------------------- |
|     | Chi tiết | Gabbiadini 77' · Zorri 90+3' |

| Thụy Điển                    | 1–1      | Anh       |
| ---------------------------- | -------- | --------- |
| Sandell Svensson 40' (ph.đ.) | Chi tiết | White 28' |

#### Xếp hạng các đội thứ ba
| Đội      | Tr | T | H | B | BT | BB | HS | Đ |
| -------- | -- | - | - | - | -- | -- | -- | - |
| Anh      | 3  | 1 | 1 | 1 | 5  | 5  | 0  | 4 |
| Na Uy    | 3  | 1 | 1 | 1 | 2  | 5  | −3 | 4 |
| Đan Mạch | 3  | 1 | 0 | 2 | 3  | 4  | −1 | 3 |

### Vòng đấu loại trực tiếp
|  | Tứ kết                | Tứ kết                 |                        |   | Bán kết | Bán kết |  |  | Chung kết | Chung kết |
|  |                       |                        |                        |   |         |         |  |  |           |           |
|  | 6 tháng 11 - Turku    |                        |                        |   |         |         |  |  |           |           |
|  |                       |                        |                        |   |         |         |  |  |           |           |
|  | Phần Lan              | 2                      |                        |   |         |         |  |  |           |           |
|  | Phần Lan              | 2                      | 9 tháng 11 - Tampere   |   |         |         |  |  |           |           |
|  | Anh                   | 3                      |                        |   |         |         |  |  |           |           |
|  | Anh                   | 3                      | Anh                    | 2 |         |         |  |  |           |           |
|  | 6 tháng 11 - Tampere  |                        | Anh                    | 2 |         |         |  |  |           |           |
|  |                       |                        | Hà Lan                 | 1 |         |         |  |  |           |           |
|  | Hà Lan                | 0 (5)                  | Hà Lan                 | 1 |         |         |  |  |           |           |
|  | Hà Lan                | 0 (5)                  | 13 tháng 11 - Helsinki |   |         |         |  |  |           |           |
|  | Pháp                  | 0 (4)                  |                        |   |         |         |  |  |           |           |
|  | Pháp                  | 0 (4)                  | Anh                    | 2 |         |         |  |  |           |           |
|  | 7 tháng 11 - Lahti    |                        | Anh                    | 2 |         |         |  |  |           |           |
|  |                       | Đức                    | 6                      |   |         |         |  |  |           |           |
|  | Đức                   | Đức                    | 6                      | 2 |         |         |  |  |           |           |
|  | Đức                   | 10 tháng 11 - Helsinki |                        | 2 |         |         |  |  |           |           |
|  | Ý                     | 1                      |                        |   |         |         |  |  |           |           |
|  | Ý                     | 1                      | Đức                    | 3 |         |         |  |  |           |           |
|  | 7 tháng 11 - Helsinki |                        | Đức                    | 3 |         |         |  |  |           |           |
|  |                       |                        | Na Uy                  | 1 |         |         |  |  |           |           |
|  | Thụy Điển             | 1                      | Na Uy                  | 1 |         |         |  |  |           |           |
|  | Thụy Điển             | 1                      |                        |   |         |         |  |  |           |           |
|  | Na Uy                 | 3                      |                        |   |         |         |  |  |           |           |
|  | Na Uy                 | 3                      |                        |   |         |         |  |  |           |           |
|  |                       |                        |                        |   |         |         |  |  |           |           |

#### Tứ kết
| Phần Lan                    | 2–3      | Anh                           |
| --------------------------- | -------- | ----------------------------- |
| Sjölund 66' · Sällström 79' | Chi tiết | Aluko 15', 67' · Williams 49' |

| Hà Lan                                                                 | 0–0 (s.h.p.) | Pháp                                                                   |
| ---------------------------------------------------------------------- | ------------ | ---------------------------------------------------------------------- |
|                                                                        | Chi tiết     |                                                                        |
| Loạt sút luân lưu                                                      |              |                                                                        |
| Stevens · Melis · Kiesel-Griffioen · Smit · Koster · Bito · Hoogendijk | 5–4          | Soubeyrand · Abily · Henry · Le Sommer · Franco · Meilleroux · Herbert |

| Đức            | 2–1      | Ý          |
| -------------- | -------- | ---------- |
| Grings 4', 47' | Chi tiết | Panico 63' |

| Thụy Điển            | 1–3      | Na Uy                                            |
| -------------------- | -------- | ------------------------------------------------ |
| Sandell Svensson 80' | Chi tiết | Segerström 39' (l.n.) · Giske 45' · Pedersen 60' |

#### Bán kết
| Anh                          | 2–1 (s.h.p.) | Hà Lan     |
| ---------------------------- | ------------ | ---------- |
| K. Smith 61' · J. Scott 116' | Chi tiết     | Pieëte 64' |

| Đức                                         | 3–1      | Na Uy         |
| ------------------------------------------- | -------- | ------------- |
| Laudehr 59' · da Mbabi 61' · Bajramaj 90+3' | Chi tiết | Herlovsen 10' |

#### Chung kết
| Anh                       | 2–6      | Đức                                                          |
| ------------------------- | -------- | ------------------------------------------------------------ |
| Carney 24' · K. Smith 55' | Chi tiết | Prinz 20', 76' · Behringer 22' · Kulig 50' · Grings 62', 73' |

| TM              | 1  | Rachel Brown        |     |     |
| HVT             | 3  | Casey Stoney        | 44' |     |
| TrV             | 14 | Faye White (c)      |     |     |
| TrV             | 6  | Anita Asante        |     |     |
| HVP             | 2  | Alex Scott          |     |     |
| TV              | 9  | Eniola Aluko        |     | 81' |
| TV              | 4  | Fara Williams       |     |     |
| TV              | 8  | Katie Chapman       |     | 85' |
| TV              | 7  | Karen Carney        |     |     |
| TĐ              | 10 | Kelly Smith         |     |     |
| TĐ              | 12 | Jill Scott          |     |     |
| Dự bị           |    |                     |     |     |
| HV              | 5  | Lindsay Johnson     |     |     |
| TV              | 11 | Sue Smith           |     |     |
| TM              | 13 | Siobhan Chamberlain |     |     |
| HV              | 15 | Rachel Unitt        |     |     |
| TĐ              | 16 | Jody Handley        |     |     |
| TĐ              | 17 | Lianne Sanderson    |     | 81' |
| TV              | 18 | Emily Westwood      |     | 85' |
| HV              | 19 | Laura Bassett       |     |     |
| TV              | 20 | Danielle Buet       |     |     |
| TĐ              | 21 | Jessica Clarke      |     |     |
| TM              | 22 | Karen Bardsley      |     |     |
| Huấn luyện viên |    |                     |     |     |
| Hope Powell     |    |                     |     |     |

| TM              | 1  | Nadine Angerer         |  |     |
| HVT             | 4  | Babett Peter           |  |     |
| TrV             | 3  | Saskia Bartusiak       |  |     |
| TrV             | 5  | Annike Krahn           |  |     |
| HVP             | 10 | Linda Bresonik         |  |     |
| TV              | 7  | Melanie Behringer      |  | 60' |
| TV              | 6  | Simone Laudehr         |  |     |
| TV              | 14 | Kim Kulig              |  |     |
| TV              | 18 | Kerstin Garefrekes     |  | 83' |
| TĐ              | 9  | Birgit Prinz (c)       |  |     |
| TĐ              | 8  | Inka Grings            |  |     |
| Dự bị           |    |                        |  |     |
| HV              | 2  | Kerstin Stegemann      |  |     |
| HV              | 11 | Anja Mittag            |  |     |
| TM              | 12 | Ursula Holl            |  |     |
| TV              | 13 | Célia Okoyino da Mbabi |  | 60' |
| TV              | 15 | Sonja Fuss             |  |     |
| TĐ              | 16 | Martina Müller         |  |     |
| TĐ              | 17 | Ariane Hingst          |  |     |
| TĐ              | 19 | Fatmire Bajramaj       |  | 83' |
| TĐ              | 20 | Jennifer Zietz         |  |     |
| HV              | 21 | Lisa Weiß              |  |     |
| TĐ              | 22 | Bianca Schmidt         |  |     |
| Huấn luyện viên |    |                        |  |     |
| Silvia Neid     |    |                        |  |     |

| Vô địch Euro nữ 2009 |
| -------------------- |
| · Đức · Lần thứ bảy  |

## Cầu thủ ghi bàn
6 bàn
- Inka Grings

3 bàn

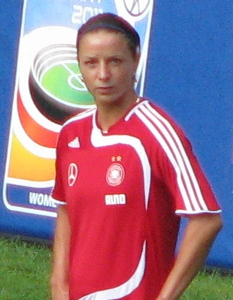
Inka Grings của Đức là vua phá lưới của giải đấu.

| - Eniola Aluko - Kelly Smith | - Fatmire Bajramaj | - Victoria Sandell Svensson |

2 bàn
| - Karen Carney - Fara Williams - Melanie Behringer - Linda Bresonik | - Simone Laudehr - Birgit Prinz - Kirsten van de Ven - Cecilie Pedersen | - Camille Abily - Laura Österberg Kalmari - Patrizia Panico |

1 bàn
| - Jill Scott - Faye White - Maiken Pape - Johanna Rasmussen - Camilla Sand Andersen - Annike Krahn - Kim Kulig - Anja Mittag - Célia Okoyino da Mbabi - Manon Melis - Marlous Pieëte - Sylvia Smit | - Karin Stevens - Hólmfríður Magnúsdóttir - Anneli Giske - Isabell Herlovsen - Lene Storløkken - Olesya Kurochkina - Ksenia Tsybutovich - Sonia Bompastor - Louisa Necib - Gaëtane Thiney - Maija Saari | - Linda Sällström - Annica Sjölund - Kosovare Asllani - Charlotte Rohlin - Lotta Schelin - Caroline Seger - Daryna Apanaschenko - Lyudmyla Pekur - Melania Gabbiadini - Alessia Tuttino - Tatiana Zorri |

Phản lưới nhà
- Stina Segerström (trận gặp Na Uy)